# Lehtosaari (ö i Kajanaland, Kehys-Kainuu, lat 65,36, long 28,65)
Lehtosaari är en ö i Finland. Den ligger i sjön Korvuanjärvi och i kommunen Suomussalmi i den ekonomiska regionen  Kehys-Kainuu  och landskapet Kajanaland, i den nordöstra delen av landet, 600 km norr om huvudstaden Helsingfors. Öns area är 3 hektar och dess största längd är 250 meter i sydöst-nordvästlig riktning.